# Mathissonovy–Papapetrouovy–Dixonovy rovnice
Ve fyzice, přesněji v obecné teorii relativity, soustava Mathissonových-Papapetrouových-Dixonových rovnic popisuje pohyb (klasické) testovací částice se dvěma vnitřními stupni volnosti -- hmotností (monopólem) a spinem (dipólem), ve vnějším gravitačním poli. Jsou odvozeny ze zákonů zachování a je pro ně charakteristické, že obecně algebraicky nespojují 4-hybnost a 4-rychlost spinující částice, což mimo jiné znamená, že 4-hybnost a 4-rychlost částice nemusejí být paralelní.

## Znění
Mějme prostoročas s Lorentzovou metrikou {\displaystyle (T,g)} spolu s Riemannovou konexí {\displaystyle \nabla } a k ní příslušejícím Riemannovým tenzorem {\displaystyle R}. Pokud {\displaystyle \gamma (t)} je hladká křivka v {\displaystyle T} parametrizovaná tak, aby její tečné vektorové pole {\displaystyle U} splňovalo {\displaystyle g(U,U)=-1}, a pokud tato křivka reprezentuje světočáru spinující částice s hybností {\displaystyle P} a bivektorem spinu {\displaystyle J}, pak podél {\displaystyle \gamma } platí:
{\displaystyle \nabla _{U}{}P=-{\frac {1}{2}}R(J)U,}
{\displaystyle \nabla _{U}{}J=P\wedge {}U.}

## Vlastnosti
- Mathissonovy-Papapetrouovy-Dixonovy rovnice představují podurčený systém: 10 rovnice (4+6) pro 13 neznámých (3 složky {\displaystyle U}, 4 složky {\displaystyle P} a 6 složek {\displaystyle J}). Je tedy nutné jej doplnit dalšími rovnicemi. Obvyklou volbou jsou podmínky kladené na bivektor spinu {\displaystyle J} -- dodatečné spinové podmínky; nejpoužívanějšími jsou

Piraniho podmínka: {\displaystyle i_{\flat {}U}J=0},
Tulczyjewova podmínka: {\displaystyle i_{\flat {}P}J=0}
({\displaystyle \flat } značí snížení indexu metrikou {\displaystyle g}).
- Pokud je {\displaystyle W} hladké časupodobné vektorové pole podél {\displaystyle \gamma }, které spolu s {\displaystyle J} splňují {\displaystyle i_{\flat {}W}J=0}, pak je čtyřvektor spinu definován jako {\displaystyle S} vztahem

{\displaystyle S:=\ast (J\wedge {}W)}.